# William Lashner
William Lashner (ur. w 1956) – amerykański pisarz, autor thrillerów, z których każdy gościł na liście bestsellerów magazynu „The New York Times”.

## Życiorys
Ukończył New York University School of Law w Nowym Jorku i Iowa Writers' Workshop na University of Iowa. Pełnił funkcję prokuratora w Wydziale Karnym Departamentu Sprawiedliwości Stanów Zjednoczonych. Mieszka wraz z rodziną na przedmieściach Filadelfii. Jest współzałożycielem The Liars Club.

## Powieści

### Pojedyncze książki
1. 2009: Z krwi i kości (Blood and Bone)

### Seria (Victor Carl)
1. 1995: Zdradziecki świadek (Hostile Witness)
2. 1997: Gorzka prawda (Bitter Truth)
3. 2003: Fatalne zauroczenie (Fatal Flaw)
4. 2004: Długi z przeszłości (Past Due)
5. 2005: Pada cień (Falls the Shadow)
6. 2007: Marked Man
7. 2008: A Killer's Kiss